# Liga Nacional de Futsal 2014
Die Liga Nacional de Futsal 2014 war die 19. Spielzeit einer brasilianischen Futsalliga, der Liga Nacional de Futsal. Sie wurde vom Confederação Brasileira de Futsal ausgerichtet.

## Modus
Der Wettbewerb wurde in fünf Phasen ausgetragen, zwei Vorrunden sowie Viertel-, Halb- und Finalspiele. In der ersten Runde traten alle Klubs einmal im Ligaverfahren aufeinander. Die 16 besten Klubs nahmen an der zweiten Runde teil. Hier wurden vier Gruppen zu je vier Klubs gebildet. Die besten zwei einer Gruppe wurden in Hin- und Rückspielen im Ligasystem ermittelt. Diese zogen ins Viertelfinale ein. In diesem folgte der Wettbewerb im K.-o.-System mit Hin- und Rückspiel.

## Teilnehmer
- CER Atlântico
- Associação Carlos Barbosa de Futsal
- AD Brasil Futuro
- CE Cabo Frio
- Associação Concordiense de Futsal
- AAC Copagril
- SC Corinthians
- ADC Florianópolis
- Green Team
- Guarapuava
- AD Hering
- ADC Intelli
- AD Jaraguá
- JEC Krona Futsal
- Minas Tênis Clube
- AD São Bernardo Futsal
- FC São Paulo / Associação Atlética FIB
- AF Umuarama
- AE Venâncio Aires

## 1. Runde
| Pl. | Verein                            | Sp. | S  | U | N  | Tore    | Diff. | Punkte |
| --- | --------------------------------- | --- | -- | - | -- | ------- | ----- | ------ |
| 1.  | AD Jaraguá                        | 18  | 15 | 2 | 1  | 075:340 | +41   | 47     |
| 2.  | SC Corinthians                    | 18  | 11 | 3 | 4  | 048:340 | +14   | 36     |
| 3.  | ADC Intelli (M)                   | 18  | 10 | 4 | 4  | 050:340 | +16   | 34     |
| 4.  | AD Hering                         | 18  | 10 | 4 | 4  | 050:340 | +16   | 34     |
| 5.  | AD Brasil Futuro                  | 18  | 9  | 5 | 4  | 050:340 | +16   | 32     |
| 6.  | Guarapuava                        | 18  | 9  | 4 | 5  | 048:370 | +11   | 31     |
| 7.  | AAC Copagril                      | 18  | 8  | 3 | 7  | 043:260 | +17   | 27     |
| 8.  | Carlos Barbosa                    | 18  | 7  | 6 | 5  | 052:430 | +9    | 27     |
| 9.  | AE Venâncio Aires                 | 18  | 7  | 6 | 5  | 035:370 | −2    | 27     |
| 10. | AF Umuarama                       | 18  | 7  | 4 | 7  | 046:500 | −4    | 25     |
| 11. | JEC Krona Futsal                  | 18  | 6  | 6 | 6  | 044:350 | +9    | 24     |
| 12. | CE Cabo Frio                      | 18  | 6  | 5 | 7  | 036:350 | +1    | 23     |
| 13. | CER Atlântico                     | 18  | 6  | 5 | 7  | 033:470 | −14   | 23     |
| 14. | ADC Florianópolis                 | 18  | 5  | 7 | 6  | 044:380 | +6    | 22     |
| 15. | Associação Concordiense de Futsal | 18  | 6  | 1 | 11 | 043:510 | −8    | 19     |
| 16. | Minas Tênis Clube                 | 18  | 4  | 7 | 7  | 043:460 | −3    | 19     |
| 17. | Green Team                        | 18  | 3  | 2 | 13 | 032:690 | −37   | 11     |
| 18. | São Paulo-FIB                     | 18  | 2  | 2 | 14 | 028:660 | −38   | 08     |
| 19. | AD São Bernardo Futsal            | 18  | 0  | 4 | 14 | 018:630 | −45   | 04     |

| Zum Saisonende 2013: |                       |
| (M)                  | Meister des Vorjahres |

## 2. Runde

### Gruppe A
| Pl. | Verein            | Sp. | S | U | N | Tore    | Diff. | Punkte |
| --- | ----------------- | --- | - | - | - | ------- | ----- | ------ |
| 1.  | Carlos Barbosa    | 6   | 4 | 0 | 2 | 016:600 | +10   | 12     |
| 2.  | AD Jaraguá        | 6   | 3 | 2 | 1 | 016:130 | +3    | 11     |
| 3.  | CE Cabo Frio      | 6   | 2 | 1 | 3 | 011:160 | −5    | 07     |
| 4.  | Minas Tênis Clube | 6   | 0 | 3 | 3 | 011:190 | −8    | 03     |

### Gruppe B
| Pl. | Verein                            | Sp. | S | U | N | Tore    | Diff. | Punkte |
| --- | --------------------------------- | --- | - | - | - | ------- | ----- | ------ |
| 1.  | SC Corinthians                    | 6   | 4 | 1 | 1 | 021:170 | +4    | 13     |
| 2.  | JEC Krona Futsal                  | 6   | 4 | 0 | 2 | 020:150 | +5    | 12     |
| 3.  | Associação Concordiense de Futsal | 6   | 3 | 1 | 2 | 022:170 | +5    | 10     |
| 4.  | AAC Copagril                      | 6   | 0 | 0 | 6 | 013:270 | −14   | 0      |

### Gruppe C
| Pl. | Verein            | Sp. | S | U | N | Tore    | Diff. | Punkte |
| --- | ----------------- | --- | - | - | - | ------- | ----- | ------ |
| 1.  | ADC Intelli (M)   | 6   | 3 | 2 | 1 | 018:180 | ±0    | 11     |
| 2.  | Guarapuava        | 6   | 2 | 2 | 2 | 024:220 | +2    | 08     |
| 3.  | AF Umuarama       | 6   | 2 | 2 | 2 | 020:210 | −1    | 08     |
| 4.  | ADC Florianópolis | 6   | 1 | 2 | 3 | 017:180 | −1    | 05     |

| Zum Saisonende 2013: |                       |
| (M)                  | Meister des Vorjahres |

### Gruppe D
| Pl. | Verein            | Sp. | S | U | N | Tore    | Diff. | Punkte |
| --- | ----------------- | --- | - | - | - | ------- | ----- | ------ |
| 1.  | AD Brasil Futuro  | 6   | 2 | 4 | 0 | 017:120 | +5    | 10     |
| 2.  | AD Hering         | 6   | 2 | 3 | 1 | 012:800 | +4    | 09     |
| 3.  | AE Venâncio Aires | 6   | 1 | 3 | 2 | 013:160 | −3    | 06     |
| 4.  | CER Atlântico     | 6   | 1 | 2 | 3 | 008:140 | −6    | 05     |

## Finalrunde

### Turnierplan
|  | Viertelfinale | Viertelfinale    | Viertelfinale    | Viertelfinale |     |                | Halbfinale       | Halbfinale | Halbfinale | Halbfinale |  |  | Finale | Finale | Finale | Finale |
|  |               |                  |                  |               |     |                |                  |            |            |            |  |  |        |        |        |        |
|  | A 2           | AD Jaraguá       | 3                | 4             |     |                |                  |            |            |            |  |  |        |        |        |        |
|  | B 2           | JEC Krona Futsal | 3                | 0             |     |                |                  |            |            |            |  |  |        |        |        |        |
|  | B 2           | JEC Krona Futsal | 3                | 0             | A 2 | AD Jaraguá     | 1                | 3          |            |            |  |  |        |        |        |        |
|  |               |                  |                  |               | A 2 | AD Jaraguá     | 1                | 3          |            |            |  |  |        |        |        |        |
|  |               | D 1              | AD Brasil Futuro | 3             | 2   |                |                  |            |            |            |  |  |        |        |        |        |
|  | D 2           | D 1              | AD Brasil Futuro | 3             | 2   | AD Hering      | 1                | 4          |            |            |  |  |        |        |        |        |
|  | D 2           |                  |                  |               |     | AD Hering      | 1                | 4          |            |            |  |  |        |        |        |        |
|  | D 1           | AD Brasil Futuro | 2                | 4             |     |                |                  |            |            |            |  |  |        |        |        |        |
|  |               |                  |                  |               |     | D 1            | AD Brasil Futuro | 4          | 6          |            |  |  |        |        |        |        |
|  |               | C 1              | ADC Intelli      | 2             | 8   |                |                  |            |            |            |  |  |        |        |        |        |
|  | C 1           | ADC Intelli      | 6                | 6             |     |                |                  |            |            |            |  |  |        |        |        |        |
|  | C 2           | Guarapuava       | 6                | 0             |     |                |                  |            |            |            |  |  |        |        |        |        |
|  | C 2           | Guarapuava       | 6                | 0             | C 1 | ADC Intelli    | 0                | 3          |            |            |  |  |        |        |        |        |
|  |               |                  |                  |               | C 1 | ADC Intelli    | 0                | 3          |            |            |  |  |        |        |        |        |
|  |               | B 1              | SC Corinthians   | 0             | 2   |                |                  |            |            |            |  |  |        |        |        |        |
|  | B 1           | B 1              | SC Corinthians   | 0             | 2   | SC Corinthians | 0                | 7          |            |            |  |  |        |        |        |        |
|  | B 1           |                  |                  |               |     | SC Corinthians | 0                | 7          |            |            |  |  |        |        |        |        |
|  | A 1           | Carlos Barbosa   | 2                | 2             |     |                |                  |            |            |            |  |  |        |        |        |        |

### Viertelfinale
| Datum   |                  | Ergebnis            |                  |
| ------- | ---------------- | ------------------- | ---------------- |
| 1.11.   | AD Brasil Futuro | 2:1                 | AD Hering        |
| 6.11.   | AD Hering        | 4:4                 | AD Brasil Futuro |
| Gesamt: | AD Hering        | 1:3 Pkt. (5:6 Tore) | AD Brasil Futuro |

| Datum   |                  | Ergebnis            |                  |
| ------- | ---------------- | ------------------- | ---------------- |
| 1.11.   | JEC Krona Futsal | 3:3                 | AD Jaraguá       |
| 6.11.   | AD Jaraguá       | 0:4                 | JEC Krona Futsal |
| Gesamt: | AD Jaraguá       | 4:1 Pkt. (7:3 Tore) | JEC Krona Futsal |

| Datum   |                | Ergebnis            |                |
| ------- | -------------- | ------------------- | -------------- |
| 2.11.   | Carlos Barbosa | 2:0                 | SC Corinthians |
| 7.11.   | SC Corinthians | 3:1                 | Carlos Barbosa |
| 7.11.   | SC Corinthians | 4:1 n. V.           | Carlos Barbosa |
| Gesamt: | SC Corinthians | 6:3 Pkt. (7:4 Tore) | Carlos Barbosa |

| Datum   |                  | Ergebnis             |                  |
| ------- | ---------------- | -------------------- | ---------------- |
| 1.12.   | Guarapuava       | 6:6                  | AD Brasil Futuro |
| 17.12.  | AD Brasil Futuro | 6:0                  | Guarapuava       |
| Gesamt: | AD Brasil Futuro | 4:1 Pkt. (12:6 Tore) | Guarapuava       |

### Halbfinale
| Datum   |                  | Ergebnis            |                  |
| ------- | ---------------- | ------------------- | ---------------- |
| 18.11.  | AD Brasil Futuro | 3:1                 | AD Jaraguá       |
| 24.11.  | AD Jaraguá       | 3:0                 | AD Brasil Futuro |
| 24.11.  | AD Jaraguá       | 0:2 n. V.           | AD Brasil Futuro |
| Gesamt: | AD Jaraguá       | 3:6 Pkt. (4:5 Tore) | AD Brasil Futuro |

| Datum   |                | Ergebnis            |                |
| ------- | -------------- | ------------------- | -------------- |
| 19.11.  | ADC Intelli    | 0:0                 | SC Corinthians |
| 25.11.  | SC Corinthians | 1:1                 | ADC Intelli    |
| 25.11.  | SC Corinthians | 1:2 n. V.           | ADC Intelli    |
| Gesamt: | SC Corinthians | 2:5 Pkt. (2:3 Tore) | ADC Intelli    |

### Finale
| Datum   |                  | Ergebnis              |                  |
| ------- | ---------------- | --------------------- | ---------------- |
| 1.12.   | AD Brasil Futuro | 4:2 (3:2)             | ADC Intelli      |
| 17.12.  | ADC Intelli      | 5:2                   | AD Brasil Futuro |
| 17.12.  | ADC Intelli      | 3:4 n. V.             | AD Brasil Futuro |
| Gesamt: | ADC Intelli      | 3:6 Pkt. (10:10 Tore) | AD Brasil Futuro |